# Kopyčynci
Kopyčynci (ukrajinsky Копичинці, polsky Kopyczyńce) jsou město v Ternopilské oblasti na Ukrajině. V roce 2012 v nich žilo zhruba 6867 obyvatel. Leží zhruba 55 kilometrů jihovýchodně od Ternopilu a zhruba 180 kilometrů JV od Lvova.

## Osobnosti
- Vasyl Ivančuk, ukrajinský šachový velmistr, je mistrem světa v šachu (rapid) od prosince roku 2016 (Dauhá).[2]
- Mychajlo Petryckyj, byl rakouský politik ukrajinské (rusínské) národnosti z Haliče, na počátku 20. století poslanec Říšské rady.
- Izrael Jakob Kligler, mikrobiolog